# Министерство на външните работи на Турция
Министерството на външните работи (на турски: Dışişleri Bakanlığı) на Република Турция отговаря за външните отношения на страната.
Министерството е създадено на 2 май 1920 г. Седалището му е в турската столица Анкара. Ръководи над 200 дипломатически мисии (посолства, постоянни представителства, генерални консулства) в чужбина. Мевлют Чавушоглу е настоящият министър на външните работи на Турция, назначен на поста на 29 август 2014 г.

## Основни въпроси
| Кипърски спор                                               |
| Турция и ЕС                                                 |
| Сигурност на Турция (НАТО)                                  |
| Тероризъм                                                   |
| Противоречие между Турция и Армения за събитията от 1915 г. |
| Енергийни въпроси                                           |
| Водни проблеми                                              |
| Политика за околната среда                                  |
| Турски проливи                                              |
| Разрешаване на конфликти и медиация                         |
| Контрол на оръжията и разоръжаване                          |
| Турски граждани, живеещи в чужбина                          |
| Многостранна транспортна политика на Турция                 |
| Права на човека                                             |
| Турция и нередовната миграция                               |
| Турция и трафика на хора                                    |
| Борба с наркотиците                                         |
| Борба с организираната престъпност                          |
| Борба с корупцията                                          |
| Хуманитарната помощ на Турция                               |
| Вътрешно разселени лица в Турция                            |
| Морски въпроси                                              |
| Инициатива „Алианс на цивилизациите“                        |

## Дипломатически мисии
Министерството на външните работи на Турската република е наследник на Османското министерство на външните работи. През 1793 г. първото постоянно турско посолство е създадено от османския султан Селим III в Лондон.
Без Почетните консулства, Турция е представена чрез 236 официални мисии, от които 142 са посолства, 12 са постоянни представителства, 81 са генерални консулства и две са търговски офиси. С 235 мисии Турция се нарежда на шесто място в света след Китай (276), САЩ (273), Франция (267), Япония (247) и Русия (242).
От 236 турски посланици в служба към март 2016 г. 37 са жени.

## Международни организации
Република Турция е член на 26 международни организации. Връзката между тези организации и Турция се поддържа от Министерството на външните работи.
| Име на международната организация                                     | Статут на Република Турция                                   |
| --------------------------------------------------------------------- | ------------------------------------------------------------ |
| Диалог за сътрудничество в Азия                                       | Член                                                         |
| Африкански съюз                                                       | Член наблюдател                                              |
| Военноморски сили на Черно море                                       | Член                                                         |
| Общност на латиноамериканските и карибските държави                   | Срещи на квартет на нечленове на Общото събрание на ООН      |
| Конференция за взаимодействие и мерки за изграждане на доверие в Азия | Член                                                         |
| Организация за черноморско икономическо сътрудничество                | Член-основател                                               |
| Съвет на Европа                                                       | Член                                                         |
| D-8                                                                   | Член                                                         |
| Организация за икономическо сътрудничество                            | Член                                                         |
| Международен наказателен съд                                          | Годишни срещи на нечленове, присъстват турски официални лица |
| Арабска лига                                                          | Дипломатически отношения с Арабската лига                    |
| МИКТА                                                                 | Член                                                         |
| НАТО                                                                  | Член                                                         |
| Организация за ислямско сътрудничество                                | Член                                                         |
| Организация за сигурност и сътрудничество в Европа                    | Подписващ                                                    |
| Организация за икономическо сътрудничество и развитие                 | Член                                                         |
| Съюз за Средиземноморието                                             | Член                                                         |
| Организация на обединените нации                                      | Член                                                         |
| Департамент на ООН за мирни операции                                  | Член                                                         |
| Всеобхватна организация на Договора за забрана на ядрени опити        | Член                                                         |
| Съвет за сътрудничество на тюркските държави                          | Член                                                         |
| Международна организация на тюркската култура                         | Член                                                         |
| Международен център за селскостопански изследвания в сухите райони    | Член                                                         |
| Организация на американските държави                                  |                                                              |
| Организация на страните износителки на петрол                         |                                                              |